# フォロ
フォロ（Foro、ティグリニャ語: ፎሮ）は、エリトリア セメナウィ・ケイバハリ地方南部の、海に面した町である。ハダス川、アリギデ川、コメイレ川の合流した河口付近にある。フォロ地区の行政府所在地でもある。
東に4.5km行った海岸にズラが存在する。1960年代には、大規模な農地開発がこの地域の沖積平野で行われた。北緯15度15分33秒、東経39度37分16秒。標高55m。